# Sibiřská anabáze
Jako sibiřská anabáze je označován hromadný přesun Československých legií na Sibiř, který se uskutečnil v roce 1918.

## Průběh
1. února a opětovně 8. února 1918 předseda Československé národní rady Tomáš G. Masaryk prohlásil Československý armádní sbor v Rusku za součást československého vojska ve Francii a vydal příkaz k jeho přesunu do Evropy východní trasou přes Sibiř. Masaryk ve složitých poměrech po listopadovém bolševickém převratu usiloval o uznání neutrality československého sboru a jeho volný odchod z Ruska. Poté, co mu to bylo přislíbeno, odjel v den svých 68. narozenin z Moskvy na magistrálu a do Vladivostoku. Zástupci Odbočky ČSNR v Rusku potom jednali ve městě Penza a uzavřeli tzv. „Penzenskou dohodu“ schválenou i sovětským komisařem (ministrem) pro národnosti Josifem Stalinem a 26. března 1918 s ním podepsali dohodu mezi bolševickou vládou a Odbočkou ČSNR v Rusku o volné přepravě československých legií do Vladivostoku po Transsibiřské magistrále.
Naplnění této dohody však ztěžovalo a nakonec zcela zmařilo několik činitelů. Především Německo po uzavření brestlitevského míru s Ruskem tlačilo na bolševickou vládu, aby odzbrojila všechny dohodové jednotky na svém území v duchu brestlitevského míru. Přeprava legionářských transportů se neustále komplikovala. Na přesunové trase se množily konflikty mezi československými legionáři a německými či rakousko-uherskými zajatci, které přesouvali na západ, aby se mohli opět zařadit do armády. I tak napjatou situaci ještě komplikovala Stalinova podmínka, že československé jednotky nejenže se nebudou míchat do vnitřních sporů, ale odevzdají i všechny zbraně kromě množství nezbytného pro obranu a propustí část ruských důstojníků. Důstojnický sbor legií byl přesvědčen, že je to v rozporu s Masarykovou zásadou ozbrojené neutrality. Stanoviska sovětských orgánů k československému sboru záporně ovlivňovali i němečtí a maďarští zajatci, kteří vstoupili do Rudé armády. Českoslovenští komunisté v Rusku se snažili získat legionáře na stranu bolševické moci, využívajíce atmosféru revolučního období. Poslední osudovou kapkou byl Čeljabinský incident a Trockého telegram, který přikazoval všem Sovětům na magistrále „odzbrojit Čechoslováky“. Legionáři sáhli po zbraních (které předtím podle tzv. Penzenské dohody odevzdali) a v bojích u Marianovky, Zlatoustu (napadení štábního vlaku prvního pluku u Zlatoustu), Čeljabinsku, Penzy, Lipjag, Bezenčuku, Irkutsku, i jinde sovětské jednotky porazili. Významná byla také bitva o Murino v oblasti Bajkalu, v níž sedmý tatranský pluk vedený Eduardem Kadlecem prakticky zničil celou bolševickou armádu centrosibiře. Ztráty této Golikovovy armády se odhadují na 12 tisíc mužů, převážně zahnaných tatranským plukem do jezera Bajkal. Téměř jeden tisíc bolševiků zůstalo na železniční trati, když padli do Kadlecem vymyšlené bojové lsti (troubení sokolského pochodu „Statně dál“ ve vedlejším údolí ortogonálně k trati s vpádem do týlu).
V polovině června 1918 přerušil československý sbor cestu na Vladivostok, obrátil se směrem na západ ve snaze spojit se a bojoval proti sovětským vojskům na povolžské a uralské frontě ve spolupráci s ruskými armádami, čímž se zapletl (přes původní Masarykův příkaz „nevměšovat se do vnitřních ruských sporů“) do Ruské občanské války.
Po vítězných bojích došlo 6. července 1918 ke spojení československých legií na západní Sibiři u Minjar a později na východě ve stanici Olovjanaja poblíž řeky Onon. Následoval více než dvouletý pobyt a pohyb československých legií na Urale a v Sibiři. Úspěchy legií v Rusku dokázal T. G. Masaryk dokonale využít, zejména při jednání o vzniku samostatného československého státu v Americe od května 1918.